# Diplonevra varians
Diplonevra varians är en tvåvingeart som beskrevs av Rudolf Beyer 1958. Diplonevra varians ingår i släktet Diplonevra och familjen puckelflugor.
Artens utbredningsområde är Myanmar. Inga underarter finns listade i Catalogue of Life.